# صالح عید
صالح عید (انگلیسی: Salah Eid؛ زادهٔ) بازیکن فوتبال اهل قطر است.

## تیم ملی
وی همچنین در تیم ملی فوتبال قطر بازی کرده است.